# Подборье (Вологодская область)
Подборье — деревня в Великоустюгском районе Вологодской области.
Входит в состав Орловского сельского поселения, с точки зрения административно-территориального деления — в Орловский сельсовет.
Расстояние по автодороге до районного центра Великого Устюга — 76 км, до центра муниципального образования Чернево — 1 км. Ближайшие населённые пункты — Дружково, Орлово, Чернево.
По переписи 2002 года население — 10 человек.